# پترزبورگ (ایلینوی)
پترزبورگ، ایلینوی (به انگلیسی: Petersburg, Illinois) یک شهر در ایالات متحده آمریکا با جمعیت ۲٬۲۹۹ نفر است که در ایلی‌نوی واقع شده‌است.

## موقعیت جغرافیایی
موقعیت جغرافیایی شهرها و مناطق اطراف به شرح زیر است: